# Dysstroma nigerrimata
Dysstroma nigerrimata là một loài bướm đêm trong họ Geometridae.